# Movimento Comunitário do Jardim Botânico
O Movimento Comunitário do Jardim Botânico (MCJB) é uma organização da sociedade civil de interesse público brasileira, sem fins econômicos, com atuação na região administrativa do Jardim Botânico, no Distrito Federal. Fundado oficialmente em 2015, o MCJB representa atualmente mais de 60 condomínios horizontais e associações de moradores da região, totalizando cerca de 70 mil pessoas. Com autonomia administrativa e financeira e atuação apartidária, o Movimento é uma das maiores organizações comunitárias do Brasil em sua categoria.
Desde sua criação, o MCJB mobiliza centenas de voluntários e tem se destacado pela execução de dezenas de projetos comunitários. A entidade já firmou diversos Acordos de Cooperação e Termos de Fomento com recursos públicos, gerando trabalho e renda para cerca de 500 colaboradores por ano, em ações voltadas à cultura, esporte, meio ambiente, empreendedorismo, educação ambiental e capacitações profissionais. Com isso, consolidou-se como a maior entidade de fomento econômico e cultural da região e uma das referências em gestão comunitária no Distrito Federal.

## Região administrativa do Jardim Botânico
Poucas regiões do mundo apresentam características urbanísticas e geográficas semelhantes às da região administrativa do Jardim Botânico. A área é formada majoritariamente por microcomunidades organizadas em condomínios horizontais, muitos dos quais possuem gestão democrática e independência administrativa interna. Ao longo dos anos, esses condomínios, especialmente os mais organizados e com boa governança, conquistaram uma qualidade de vida urbana invejável, anteriormente subestimada, mas hoje altamente valorizada por diferentes segmentos sociais.
A população local é heterogênea, com moradores de alto poder aquisitivo em condomínios de alto padrão e comunidades de menor renda situadas nas áreas limítrofes com a região administrativa de São Sebastião. Segundo dados da CODEPLAN, o Jardim Botânico possui uma das maiores rendas per capita do Distrito Federal, além de apresentar o maior índice proporcional de moradores com mestrado, doutorado e pós-doutorado. Essa concentração de conhecimento faz da região uma importante formadora de opinião no cenário político-social do DF.
Apesar disso, a comunidade enfrenta sérias carências em infraestrutura pública. Mesmo contribuindo com uma das maiores cargas tributárias per capita do DF, a região dispõe de apenas duas escolas públicas e uma unidade básica de saúde, sem batalhão de polícia, corpo de bombeiros ou delegacia. Muitas vezes, os moradores precisam recorrer aos serviços públicos disponíveis em regiões vizinhas, como São Sebastião e Lago Sul. A área também enfrentou estigmas históricos relacionados à ocupação do solo, mas atualmente é considerada uma das regiões mais regularizadas do DF, com mais de 80% das suas residências e comércios construídos em áreas privadas legalmente comprovadas ou já regularizadas junto ao governo.

## Estrutura democrática e participativa
Um dos principais pilares que sustentam o MCJB é seu modelo democrático participativo. As lideranças da organização são escolhidas por meio de uma cadeia eleitoral que reflete a organização comunitária da própria região: os síndicos dos condomínios são eleitos democraticamente por seus moradores, e esses síndicos, por sua vez, elegem os dirigentes do MCJB. Esse sistema assegura uma representação legítima e coletiva, permitindo que cada microcomunidade tenha voz ativa nas decisões e estratégias do Movimento. O modelo é considerado um exemplo de governança comunitária descentralizada, promovendo autonomia, cooperação e representatividade local.

## Objetivos
Entre os principais objetivos do MCJB, estão:
- Promover a integração da comunidade da região administrativa do Jardim Botânico;
- Viabilizar soluções comunitárias para os problemas locais, reduzindo a dependência exclusiva do poder público;
- Fomentar a economia local por meio da realização de feiras, exposições, cursos, treinamentos e programas de empreendedorismo;
- Estimular o voluntariado e a participação cidadã;
- Desenvolver e coordenar projetos de impacto social, cultural e ambiental.

Mais informações sobre a missão e as diretrizes institucionais do MCJB estão disponíveis na sua página oficial.

## Atuação e projetos
O MCJB coordena dezenas de iniciativas nas áreas de cultura, sustentabilidade, capacitação profissional, inclusão social, educação ambiental e economia solidária, chegando a realizar projetos em parceria com instituições internacionais, como a UNFPA. Um dos principais espaços de atuação é o Centro de Práticas Sustentáveis (CPS), gerido em parceria com o Instituto Brasília Ambiental, que funciona como sede de múltiplas ações comunitárias, oficinas, cursos e eventos.
Alguns dos projetos de destaque veiculados pela mídia incluem:
- Projeto Ação Oikos: de recuperação do Cerrado e educação ambiental
- JB 20 Anos: Festa de aniversário de 20 anos da cidade do Jardim Botânico com festival cultural e ambiental
- Criação da primeira Escola de Sustentabilidade do DF
- Gestão compartilhada do Centro de Práticas Sustentáveis
- Ecoponto de recepção de recicláveis no CPS
- Cursos de combate a incêndio florestal
- Feiras e oficinas de sustentabilidade
- Oficina de compostagem doméstica
- Acordos de melhoria de gestão do CPS
- Parcerias com a ONU e órgãos públicos em projetos sociais, outra ação e campanha de apoio durante a pandemia
- Acordo com a UNFPA e Secretaria de Saúde para ajudar população de rua

## Reconhecimento e relevância
O Movimento é reconhecido como uma das principais forças de mobilização social do Distrito Federal, com forte capacidade de articulação com órgãos públicos e privados. Sua atuação tem sido amplamente coberta pela imprensa local e nacional, sendo considerado referência em práticas comunitárias de desenvolvimento sustentável.